# Damno (grodzisko)
Grodzisko w Damnie – grodzisko zlokalizowane na wschód od wsi Damno (pow. Słupsk), w miejscu, gdzie w czasie istnienia grodu mogła nie płynąć jeszcze wcale rzeka Łupawa. Istnieje bowiem podejrzenie, że w czasie funkcjonowania grodziska Łeba i Łupawa płynęły jako jedna rzeka. Prakoryto tej dużej rzeki jest rozpoznawalne w okolicy. Powstanie grodziska datowane jest na epokę brązu i wiązane z kulturą łużycką.
Archeolodzy mają bardzo słabe i niedostateczne rozeznanie, aby wyciągać ostateczne wnioski co do tego obiektu. Pochodzą stąd ułamki naczyń glinianych kultury łużyckiej albo kultury pomorskiej. Odkryto też 5 ułamków naczyń glinianych kultury łużyckiej. Ponadto pochodzą stąd ułamki toczonych naczyń nowożytnych – prawdopodobnie z okresu już współczesnego.
Opis obiektu: Grodzisko wyżynne, podkowiaste z wklęsłym majdanem i suchą fosą okalającą obiekt od N i częściowo od NW. Wysoki wał o stromych stokach ramionami swymi dochodzi do zbocza doliny.
Wymiary: Podstawa grodziska ok. 60 × 90 m (3415 m²), powierzchnia majdanu 35 × 47 m (1710 m²), powierzchnia zajęta przez obwałowania – 1705 m², wysokość grodziska w stosunku do dna doliny – do 28 m, wysokość wału w stosunku do dna fosy – do 9 m, wysokość wału w stosunku do powierzchni majdanu – do 3 m.
Stan zachowania: Obiekt dobrze zachowany, jedynie wschodnie ramię wału zostało częściowo zniszczone przez współczesny wjazd na grodzisko.